# John Martin Henni
John Martin Henni (Misanenga, 15 giugno 1805 – Milwaukee, 7 settembre 1881) è stato un arcivescovo cattolico svizzero naturalizzato statunitense.

## Biografia
Originario dei Grigioni, iniziò gli studi ecclesiastici in patria, poi emigrò negli Stati Uniti e fu ordinato prete per la diocesi di Cincinnati a Bardstown nel 1829. Fu professore di filosofia presso il Saint Xavier College di Cincinnati e svolse un intenso apostolato presso gli immigrati cattolici di lingua tedesca dell'Ohio.
Fu in costante contatto con la Ludwig-Missionsverein, alla quale indirizzò numerose lettere con la descrizione della situazione dei cattolici della regione.
Fondò il primo giornale in lingua tedesca degli Stati Uniti, Der Wahrheitsfreund, e sostenne la creazione di giornali cattolici in lingua inglese.
Nel 1843 fu scelto come primo vescovo di Milwaukee. Eresse parrocchie e aprì scuole, orfanotrofi e ospedali cattolici. Fece insediare nella diocesi numerose comunità religiose (suore scolastiche di Nostra Signora, suore scolastiche di San Francesco, suore francescane della penitenza e della carità, gesuiti, cappuccini). Promosse la fondazione della Marquette University e del Saint Francis Seminary.
Spinse papa Pio IX a istituire, nel 1868, le diocesi di Green Bay e di La Crosse ricavandone il territorio da quella di Milwaukee. Nel 1875 Milwaukee fu elevata a sede metropolitana ed Henni fu promosso all'arcivescovato.
Nel 1878 ottenne che Michael Heiss fosse nominato suo coadiutore con diritto di successione. Morì nel 1881.

## Genealogia episcopale e successione apostolica
La genealogia episcopale è:
- Cardinale Scipione Rebiba
- Cardinale Giulio Antonio Santori
- Cardinale Girolamo Bernerio, O.P.
- Arcivescovo Galeazzo Sanvitale
- Cardinale Ludovico Ludovisi
- Cardinale Luigi Caetani
- Cardinale Ulderico Carpegna
- Cardinale Paluzzo Paluzzi Altieri degli Albertoni
- Cardinale Gaspare Carpegna
- Cardinale Fabrizio Paolucci
- Cardinale Francesco Barberini
- Cardinale Annibale Albani
- Cardinale Federico Marcello Lante Montefeltro della Rovere
- Vescovo Charles Walmesley, O.S.B.
- Arcivescovo John Carroll, S.I.
- Vescovo Benedict Joseph Flaget, P.S.S.
- Arcivescovo James Whitfield
- Arcivescovo John Baptist Purcell
- Arcivescovo John Martin Henni

La successione apostolica è:
- Arcivescovo Michael Heiss (1868)
- Vescovo Francis Xavier Krautbauer (1875)